# Delias periboea
Delias periboea é uma borboleta da família Pieridae. Foi descrita por Jean-Baptiste Godart em 1819. Ela é encontrada tanto no reino Indomalaio quanto no reino da Australásia, ou seja, a leste e oeste da linha Wallace.
A envergadura é de cerca de 62-74 milímetros. Os adultos têm manchas submarginais brancas nas asas superiores e há uma minúscula mancha subcelular vermelha na parte inferior das asas posteriores, que raramente está ausente.

## Subespécies
- D. p. periboea (Java, Ilhas Kangean)
- D. p. Alorensis Fruhstorfer, 1899 (Alor)
- D. p. floresiana Roepke, 1954 (Flores)
- D. p. livia Fruhstorfer, 1896 (Lombok)
- D. p. Atakei Nakano, 1993 (Kangean)
- D. p. pagenstecheri Fruhstorfer, 1896 (Sumba)
- D. p. Wallacei Rothschild, 1892 (Bali)